# سپاه روح‌الله مرکزی

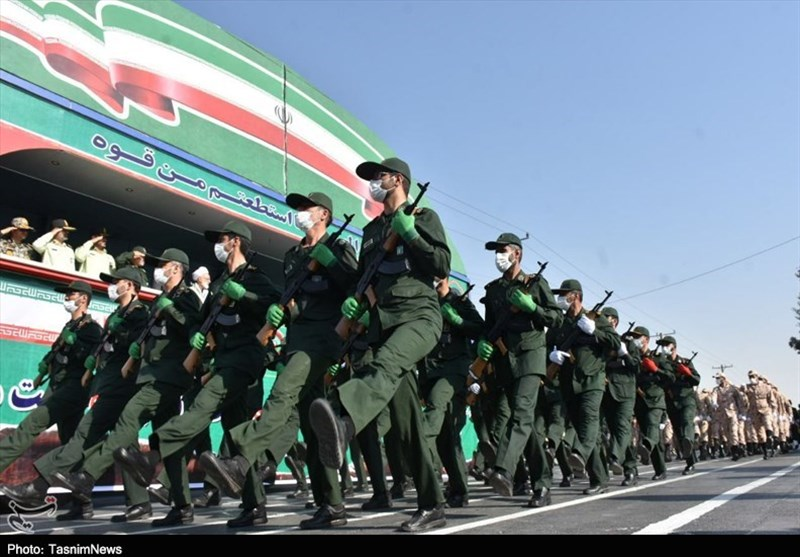
رژه نیروهای سپاه روح‌الله مرکزی به‌مناسبت سالگرد جنگ ایران و عراق در سال ۱۴۰۱، اراک

سپاه روح‌الله مرکزی یگان نظامی-امنیتی و از سپاه‌های استانی زیرمجموعه سپاه پاسداران انقلاب اسلامی است، که ستاد فرماندهی آن در شهر اراک مستقر می‌باشد و وظیفه فرماندهی و کنترل کلیه یگان‌های سپاه و بسیج مستقر در استان مرکزی را برعهده دارد. مهم‌ترین یگان‌های زیرمجموعه این سپاه، تیپ ۷۱ روح‌الله و لشکر مهندسی ۴۲ قدر از نیروی زمینی سپاه و ۱۲ سپاه ناحیه‌ای (نواحی بسیج شهرستان‌های استان) همچون سپاه اراک، سپاه ساوه، سپاه شازند، سپاه تفرش، سپاه آشتیان، سپاه فراهان، سپاه زرندیه و سپاه خمین می‌باشند. در حال حاضر سرتیپ‌دوم پاسدار مرتضی عمومهدی فرماندهی سپاه روح‌الله مرکزی را برعهده دارد.